# Rubidoux (Kalifornija)
Rubidoux je naseljeno područje za statističke svrhe u američkoj saveznoj državi Kalifornija. Prema popisu stanovništva iz 2010. u njemu je živjelo 34.280 stanovnika.